# 扎米希夫
48°51′23″N 27°22′40″E / 48.85639°N 27.37778°E
扎米希夫（烏克蘭語：Заміхів），是烏克蘭西部的村莊，隸屬赫梅利尼茨基州的卡緬涅茨-波多利斯基區。該村始建於1661年，面積2.96平方公里，海拔高度203米，2001年人口757，人口密度每平方公里255.7人。